# Leptomenes subtilis
Leptomenes subtilis är en stekelart som beskrevs av Giordani Soika. Leptomenes subtilis ingår i släktet Leptomenes och familjen Eumenidae. Inga underarter finns listade i Catalogue of Life.